# Trathala sara
Trathala sara är en stekelart som beskrevs av Ian D. Gauld 2000. Trathala sara ingår i släktet Trathala och familjen brokparasitsteklar. Inga underarter finns listade i Catalogue of Life.